# Erna Stein-Blumenthal

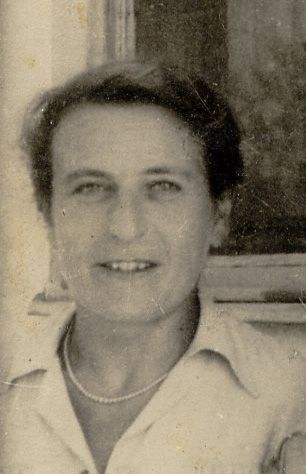
Erna Stein-Blumenthal (ohne Fotograf, ohne Jahr)

Erna Stein-Blumenthal (geboren als Erna Stein 23. November 1903 in Emden; gestorben 5. Juni 1983 in Kfar Jedida, Emek Chefer) war eine deutsch-israelische Kunsthistorikerin.

## Leben
Erna Stein studierte Kunstgeschichte unter anderem in Breslau und wurde dort mit einer Dissertation über Barocksäulen promoviert. Sie schrieb Beiträge für das Allgemeine Lexikon der Bildenden Künstler von der Antike bis zur Gegenwart und für den erst 1937 erschienenen ersten Band des Reallexikons zur Deutschen Kunstgeschichte.
1930 wurde sie Assistentin von Karl Schwarz, der die verstreuten und ungeordneten Sammlungen der Jüdischen Gemeinde Berlin in ein Museum zusammenführen sollte. Das Jüdische Museum (Sammlung der Jüdischen Gemeinde zu Berlin) wurde am 24. Januar 1933, kurz vor der Machtübergabe an die Nationalsozialisten und dem Beginn des offenen politischen und rassistischen Terrors, eröffnet.
Schwarz ging im Mai 1933 nach Palästina, um in Tel Aviv das Kunstmuseum aufzubauen. Stein-Blumenthal übernahm die Leitung des Museums in Berlin, als Assistentin und Bibliothekarin wurde die Kunsthistorikerin Irmgard Schüler eingestellt, Rahel Wischnitzer-Bernstein wurde freie Mitarbeiterin. 1935 gab Stein-Blumenthal die Museumsleitung an Franz Landsberger ab und emigrierte mit Mann und zwei Kindern nach Palästina.
Stein-Blumenthal schrieb in Israel Kunstkritiken für Zeitungen.

## Schriften (Auswahl)
- mit Karl Schwarz: Führer durch das jüdische Museum: Sammlungen der Jüdischen Gemeinde zu Berlin. 1935
- Die Josefslegende in aquarellierten Zeichnungen eines unbekannten russischen Juden der Biedermeierzeit: Mit den zugehörigen Schriftstellen in der Verdeutschung von Martin Buber, Franz Rosenzweig. Einleitung Erna Stein.  Schocken Verlag, Berlin 1935 (Bücherei des Schocken Verlags 22)
- Die Sammlung Sonnenfeld in Tel Aviv. In: Weltkunst 31, 1961, 3, S. 5